# Mikojan-Gurevič Mig-AT
Mikojan-Gurevič MiG-AT je rusko dvomotorno šolsko vojaško letalo. Zamenjal naj bi Aero L-29 Delfín in Aero L-39 Albatros v ruskih zračnih silah. Prvič je letalo vzletelo leta 1996; zgradili so samo dva prototipa in potem projekt preklicali. 
MiG-AT je bolj konvencionalno letalo kot Jakovljev Jak-130.

## Tehnične specifikacije
Podatki iz Jane's All The World's Aircraft 2003–2004
Splošne značilnosti
- Posadka: 2
- Dolžina: 12,01 m (39 ft 5 in)
- Razpon kril: 10,16 m (33 ft 4 in)
- Višina: 4,42 m (14 ft 6 in)
- Površina kril: 17,67 m2 (190,2 sq ft)
- Vitkost: 5,7:1
- Bruto teža: 4.610 kg (10.163 lb)
- Maks. vzletna teža: 7.800 kg (17.196 lb)
- Kapaciteta goriva: 2 390 L (632 ameriških galonov)
- Pogon letala: 2 × SNECMA Larzac 04-R-20 turbofan, 1.412 kN (317.000 lbf) potisk motorjev  vsak

Zmogljivost
- Maks. hitrost: 1.000 km/h (621 mph; 540 kn) na 2.500 m (8.200 ft)
- Doseg: 1.200 km (746 mi; 648 nmi)
- Največji doseg: 2.000 km (1.243 mi; 1.080 nmi)
- Višina leta: 14.000 m (45.932 ft)
- g-omejitev: +8,0, -2,0
- Hitrost vzpenjanja: 81,7 m/s (16.080 ft/min)

Oborožitev

- Pritrditvena mesta: 7 s kapaciteto 2 000 kg (4 400 lb),